# Dwars door België 1959
De 15e editie van Dwars door België werd verreden op zondag 21 en maandag 22 maart 1959 (Pasen). Het eindklassement werd net als het jaar er voor in punten opgemaakt.

## 1e etappe

### Wedstrijdverloop
De start van de 1e etappe lag in Waregem en de finish in Ciney. De afstand bedroeg 222 km. Er gingen 97 renners van start in Waregem. Het bleef lang rustig, na de Kwaremont ontstond een kopgroep van 9 renners. De kopgroep werd na 90 km wedstrijd weer ingelopen. In de buurt van Souvret brak het peloton in twee delen. Het regende aanvallen vooraan en bij het bereiken van Ciney reden er 20 renners op kop. In Ciney lag de finish licht omhoog en 3 renners kwamen iets voor de rest (Baens, Schotte en Proost. Baens en Proost hinderden elkaar licht in de sprint, maar Baens won deze etappe. Proost was het hier niet mee eens, maar op advies van Schotte bleef de uitslag ongewijzigd.

### Hellingen
Voor zover bekend moesten de volgende hellingen in de 1e etappe beklommen worden:

### Uitslag
| Plaats  | Naam          | Ploeg | Tijd     |
| ------- | ------------- | ----- | -------- |
| Winnaar | Roger Baens   |       | 5u42'26" |
| 2       | Louis Proost  |       | z.t.     |
| 3       | Briek Schotte |       | z.t.     |

## 2e etappe

### Wedstrijdverloop
De 2e etappe ging een dag later van Ciney terug naar Waregem, de afstand bedroeg 222 km. Er gingen 82 renners van start in Ciney. Er stond een stevige wind, die vrijwel de hele etappe in de rug stond. Van Genechten probeerde weg te komen en met 3 andere renners had hij na 50 km koers 1'30" voorsprong. In Dendermonde was echter alles weer samen. Het regende aanvallen maar zonder succes. In Waregem gingen 50 renners sprinten voor de zege, Schepens won deze etappe. De nummer 1 van de 1e etappe Baens won het eindklassement in 11u39'52". Dit was een voorlopige uitslag. Pas 3 weken later toen filmbeelden waren bekeken werd de einduitslag definitief vrijgegeven. 

### Uitslag
| Plaats  | Naam            | Ploeg | Tijd     |
| ------- | --------------- | ----- | -------- |
| Winnaar | Julien Schepens |       | 5u57'20" |
| 2       | André Noyelle   |       | z.t.     |
| 3       | Pol Rosseel     |       | z.t.     |

## Eindklassement
| Plaats  | Naam                  | Ploeg | Punten           |
| ------- | --------------------- | ----- | ---------------- |
| Winnaar | Roger Baens           |       | 20               |
| 2       | Louis Proost          |       | 24               |
| 3       | Briek Schotte         |       | 27               |
| 4       | Richard Van Genechten |       | op 41"           |
| 5       | Julien Schepens       |       | op 42" / 10 pnt. |
| 6       | Pol Rosseel           |       | 11               |
| 7       | Gabriël Borra         |       | 17               |
| 8       | Jos Bosmans           |       | 17               |
| 9       | Norbert Van Tieghem   |       | 31               |
| 10      | Lucien Demunster      |       | 39               |

1945 · 1946 · 1947 · 1948 · 1949 · 1950 · 1951 · 1952 · 1953 · 1954 · 1955 · 1956 · 1957 · 1958 · 1959 · 1960 · 1961 · 1962 · 1963 · 1964 · 1965 · 1966 · 1967 · 1968 · 1969 · 1970 · 1971 · 1972 · 1973 · 1974 · 1975 · 1976 · 1977 · 1978 · 1979 · 1980 · 1981 · 1982 · 1983 · 1984 · 1985 · 1986 · 1987 · 1988 · 1989 · 1990 · 1991 · 1992 · 1993 · 1994 · 1995 · 1996 · 1997 · 1998 · 1999 · 2000 · 2001 · 2002 · 2003 · 2004 · 2005 · 2006 · 2007 · 2008 · 2009 · 2010 · 2011 · 2012 · 2013 · 2014 · 2015 · 2016 · 2017 · 2018 · 2019 · 2020 · 2021 · 2022 · 2023 · 2024

Lijst van beklimmingen